# ۴۰۱ (پیش از میلاد)
۴۰۱ (پیش از میلاد) ۴۰۱مین سال قبل از تقویم میلادی است.

## درگذشتگان
- کورش کوچک، از شاهزادگان هخامنشی و پسر کوچک داریوش دوم